# Веен (футбольний клуб)
«Ве́ен» (нім. «SV Wehen Wiesbaden») — німецький футбольний клуб з Вісбадена. Заснований 1 січня 1926 року.

## Історія
Клуб був заснований в Таунусштайні в 1926 році і був розпущений нацистським урядом у 1933 році, хоча команда була збережена, граючи лише в товариських матчах до 1939 року. Клуб відновився в 1946 році, після Другої світової війни. Він діяв як першою, так і резервною командою. Перша команда виступала в місцевих аматорських лігах. Молодіжна команда клубу була створена в 1955 році. Жіноча команда була створена в 1984 році.
Клуб виступав у нижчих дивізіонах Німеччини кілька десятиліть, перш ніж бути підвищеним до Оберліги (третього за рахунком дивізіону) наприкінці 1980-х років. «Веен» успішно виступав в Регіоналлізі в 2000-х роках, вийшовши в 2007 році в Другу Бундеслігу. Там команда протримались два сезони, вилетівши в результаті в Третю Бундеслігу.

## Досягнення
- Чемпіон Регіоналліги (Південь): 2006/07
- Чемпіон Оберліги (Гессен): 1996/97
- Чемпіон Ландесліги Гессен-Мітте: 1988/89
- Володар кубка Гессена: 1987/88, 1995/96, 1999/2000